# Temsa LD
De Temsa LD is een autobustype geproduceerd Turkse busfabrikant Temsa. De LD is de opvolger van de Tourmalin en de Safari en is sinds 2014 in productie.

## Versies
De LD is in verschillende versie beschikbaar.
- LD 12
- LD 13
- LD 12 IC
- LD 13 IC
- LD 12 SB
- LD 13 SB

## Technische Specificaties
|                      | LD 12     | LD 13     | LD 12 IC        | LD 13 IC        | LD 12 SB        | LD 13 SB        |
| -------------------- | --------- | --------- | --------------- | --------------- | --------------- | --------------- |
| Lengte               | 12 335 mm | 13 050 mm | 12 335 mm       | 13 050 mm       | 12 335 mm       | 13 050 mm       |
| Breedte              | 2 550 mm  | 2 550 mm  | 2 550 mm        | 2 550 mm        | 2 550 mm        | 2 550 mm        |
| Hoogte (incl. airco) | 2 350 mm  | 3 350 mm  | 2 350 mm        | 3 350 mm        | 2 350 mm        | 3 350 mm        |
| Wielbasis            | 6 935 mm  | 7 650 mm  | 6 935 mm        | 7 650 mm        | 6 935 mm        | 7 650 mm        |
| Vooroverbouw         | 2 700 mm  | 2 700 mm  | 2 700 mm        | 2 700 mm        | 2 700 mm        | 2 700 mm        |
| Achteroverbouw       | 2 700 mm  | 2 700 mm  | 2 700 mm        | 2 700 mm        | 2 700 mm        | 2 700 mm        |
| Motor                | DAF MX11  | DAF MX11  | Cummins ISB 6.7 | Cummins ISB 6.7 | Cummins ISB 6.7 | Cummins ISB 6.7 |

## Inzet
De bus is in 2013 geïntroduceerd, maar pas sinds 2014 in productie. In 2021 worden 40 exemplaren van het type LD 12 SB plus geleverd aan TEC voor dienst op de Expresslijnen.
| Bedrijf      | Type          | Serie                   | Aantal | Inzet                     | Opmerking |
| België       | België        | België                  | België | België                    | België    |
| ------------ | ------------- | ----------------------- | ------ | ------------------------- | --------- |
| De Wilg      | LD 13         | 1-NJX-968               | 1      | Tourvervoer               |           |
| TEC          | LD 12 SB plus | 4200 - 4205 rest n.n.b. | 40     | Expresslijnen             |           |
| Nederland    |               |                         |        |                           |           |
| Snelle Vliet | LD 12 plus    | 369                     | 1      | Citysightseeing Rotterdam |           |